# Kostel Narození svatého Jana Křtitele (Plaňany)
Kostel Narození svatého Jana Křtitele v Plaňanech je římskokatolický filiální kostel ve středočeské obci Plaňany, v kolínském okrese. Stojí při staré pražské silnici severně od staršího románského kostela Zvěstování Panny Marie, jejž nahradil ve funkci farního kostela. Tím byl až do konce roku 2004, kdy oba kostely přešly pod správu farnosti v Pečkách.

## Historie

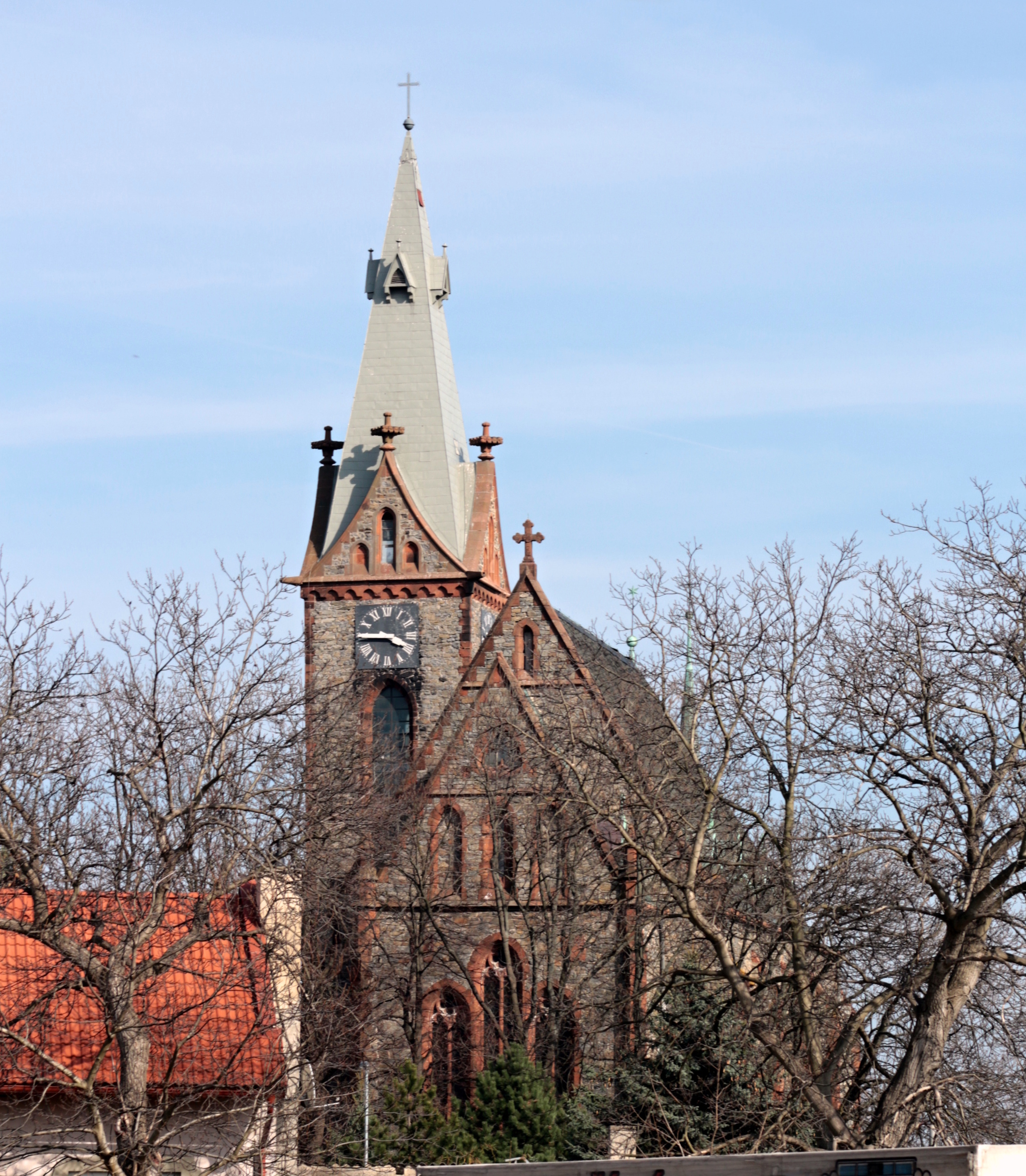
Kostel Narození sv. Jana.

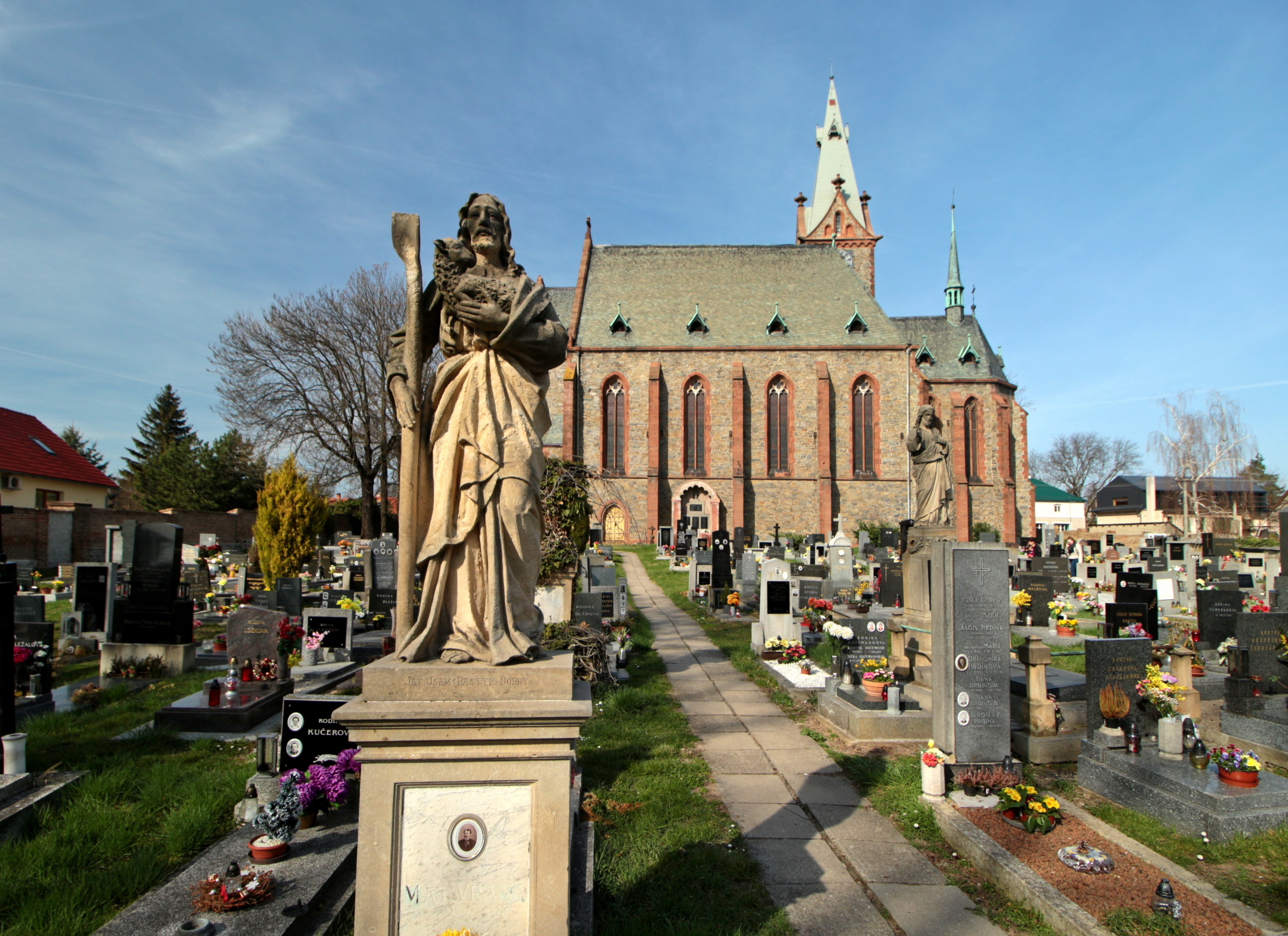
Kostel s přilehlým hřbitovem

Jednolodní novogotický chrám s 54 metrů vysokou hranolovou věží byl postaven v letech 1908–1913 podle plánů architekta Františka Mikše. Donátorem stavby společně s obcí Plaňany byl kníže Jan II. z Lichtenštejna. Vysvěcen byl 18. září 1913. Při stavbě však byl použit nekvalitní stavební materiál a v roce 1931 hrozilo sesunutí kostela. Proto byly následně původní klenby nahrazeny betonovým stropem. Z téhož důvodu se začala odklánět také věž kostela.
V roce 1953 byl kostel poškozen požárem po zásahu blesku a následně opraven. V roce 2009 byla opravena věž, střecha a byl instalován nový křížek, vše na náklady obce Plaňany.
V roce 2014 byl podán návrh na prohlášení kostela kulturní památkou.

### Lieratura
- STOJANOVÁ, Jana. Kostel sv. Jana Křtitele v Plaňanech. Památky středních Čech. 9. 2008, roč. 22, čís. 1, s. 6–12. ISSN 0862-1586.